# Le Cinquième Commando
Pour plus de détails, voir Fiche technique et Distribution.
Le Cinquième Commando (titre original : Raid on Rommel) est un film américain réalisé par Henry Hathaway en 1971.

## Synopsis
Le capitaine Foster organise un raid contre Tobrouk occupé par les Allemands, mais rien ne va comme prévu… Malgré tout, la mission aboutit et lui donne l'occasion d'une rencontre avec le légendaire Rommel.

## Fiche technique
- Scénario : Richard M. Bluel, assisté de James Fargo
- Production : Universal Pictures
- Durée : 99 min
- Pays :  États-Unis
- Langue : allemand, italien, anglais
- Format d'image : Couleur (Technicolor) - Aspect Ratio : 2.35 : 1
- Son : stéréo
- Date de sortie : 1971
- Affiche : Jean Mascii (France)